# Destiny Wagner
Destiny Evelyn Wagner (sinh ngày 8 tháng 3 năm 1996) là một người Mỹ gốc Belize, cô đăng quang Hoa hậu Trái Đất 2021. Cô là người phụ nữ Belize đầu tiên giành được danh hiệu Hoa hậu Trái Đất và là người Belize thứ hai được vào vòng chung kết trong một Tứ đại Hoa hậu sau khi Sarita Diana Acosta lọt vào Top 12 tại Hoa hậu Hoàn vũ 1979.

## Các cuộc thi sắc đẹp
Năm 2016, Wagner đại diện cho Belize tại cuộc thi Hoa hậu Caribeen Hoa Kỳ được tổ chức ở Thành phố New York. Cô đã giành được hai giải phụ trong đêm chung kết - Hoa hậu Ảnh và Hoa hậu Thân thiện.
Vào ngày 6 tháng 9 năm 2019, Wagner đã tranh tài tại cuộc thi Hoa hậu Hoàn vũ Belize 2019 được tổ chức tại Thành phố Belize và đạt được danh hiệu Á hậu 1 và hoa hậu là Destinee Arnold, người đại diện cho đất nước tại cuộc thi Hoa hậu Hoàn vũ 2019.
Năm 2020, Wagner trở thành Á hậu 1 Hoa hậu Hoàn vũ Belize 2020 sau một buổi casting trực tuyến.
Năm 2021, tổ chức Hoa hậu Trái Đất Belize mới công bố Wagner là tân Hoa hậu Trái đất Belize 2021, thay thế ứng viên ban đầu là Aarti Sooknandan, người đã “yêu cầu Tổ chức Hoa hậu Trái đất Belize rút khỏi đại diện Belize tại Hoa hậu Trái đất 2021”, tổ chức cho biết trong một tuyên bố trên phương tiện truyền thông xã hội của họ.
Wagner đã đại diện cho Belize tại cuộc thi Hoa hậu Trái Đất 2021 và tranh tài với 79 đại diện đến từ nhiều quốc gia và vùng lãnh thổ khác nhau. Wagner đã thắng cuộc thi và được Hoa hậu Trái Đất 2020 Lindsey Coffey của Hoa Kỳ trao lại vương miện. Cô trở thành người Belize đầu tiên giành được danh hiệu Hoa hậu Trái Đất. Cô đã ở Fresno, California trong đêm chung kết cuộc thi kể từ khi cuộc thi được tổ chức trực tuyến trong năm thứ hai liên tiếp do đại dịch COVID-19.